# اسپندرال (زیست‌شناسی)

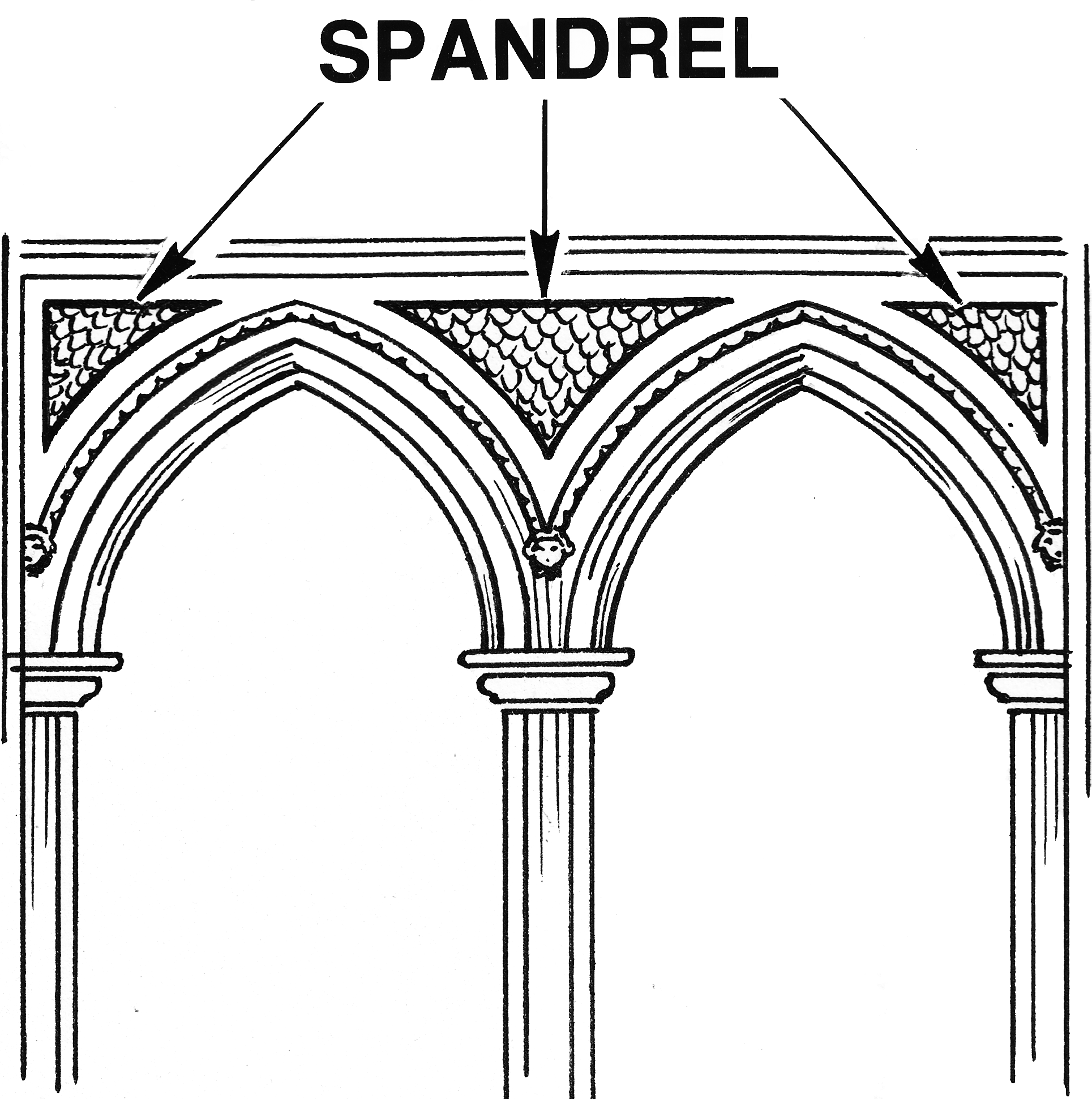
ااستیون جی گولد و ریچارد لوونتین از اصطلاح اسپندرال (معماری) (شکاف مثلثی در گوشه یک طاق) برای توصیف محصول جانبی فرگشت استفاده کردند. کلیسای جامع سینت مارکو، ونیز

اسپندرال (انگلیسی: Spandrel) یا محصول جانبی فرگشت،  در زیست‌شناسی فرگشتی، اسپندرال یک صفت  فنوتیپی است که محصول جانبی فرگشت برخی مشخصه‌های دیگر است، نه محصول مستقیم انتخاب طبیعی. استیون جی گولد و ریچارد لوونتین در مقاله خود در سال ۱۹۷۹ با عنوان اسپندرال‌های سن مارکو و پارادایم پانگلوسی، این اصطلاح را وارد زیست‌شناسی کردند.
سازگاری‌گرایی دیدگاهی است که اکثر صفات موجودات زنده را محصول سازگار انتخاب طبیعی می‌داند. گولد و لوونتین با ترویج دیدگاه ساختارگرایی (زیست‌شناسی) از تکامل، به دنبال تعدیل آن چیزی بودند که به عنوان تعصب انطباق‌گرایانه می‌دیدند.
اصطلاح «اسپندرال (معماری)» از معماری سرچشمه می‌گیرد، جایی که به فضاهای تقریباً مثلثی بین بالای یک طاق و سقف اشاره دارد.